# Гомель (аэропорт)
Аэропорт «Гомель» (IATA: GME, ICAO: UMGG) — международный аэропорт в Гомеле, Беларусь. Располагается в десяти километрах к северу от центра города.

## История

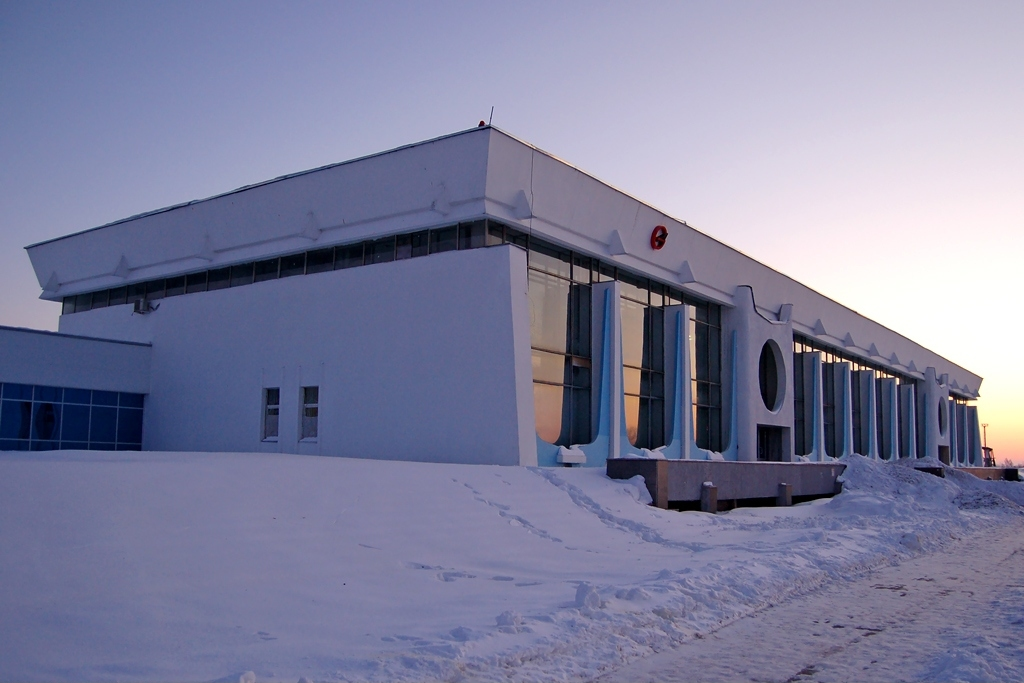
Терминал аэропорта

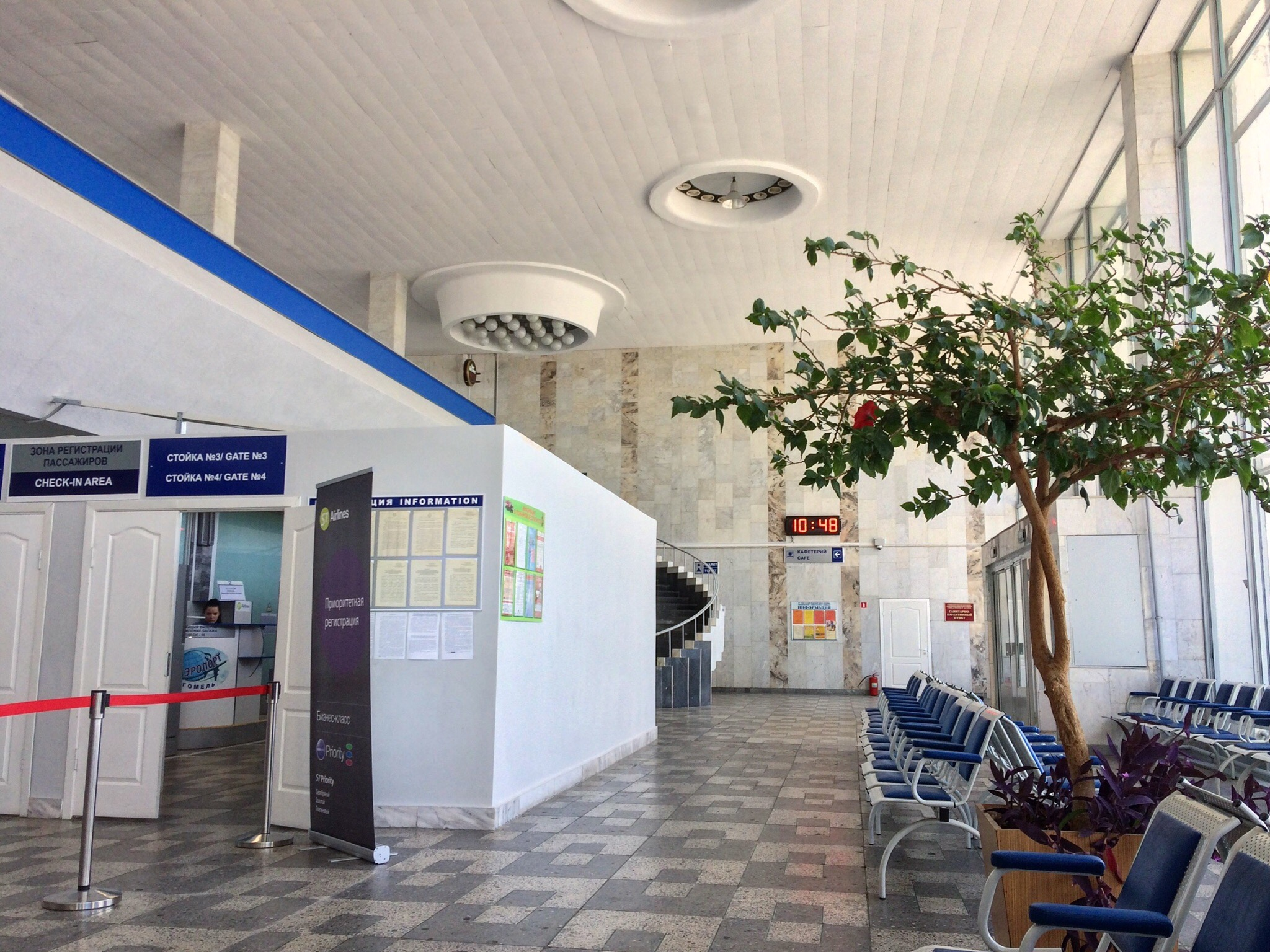
Холл аэропорта

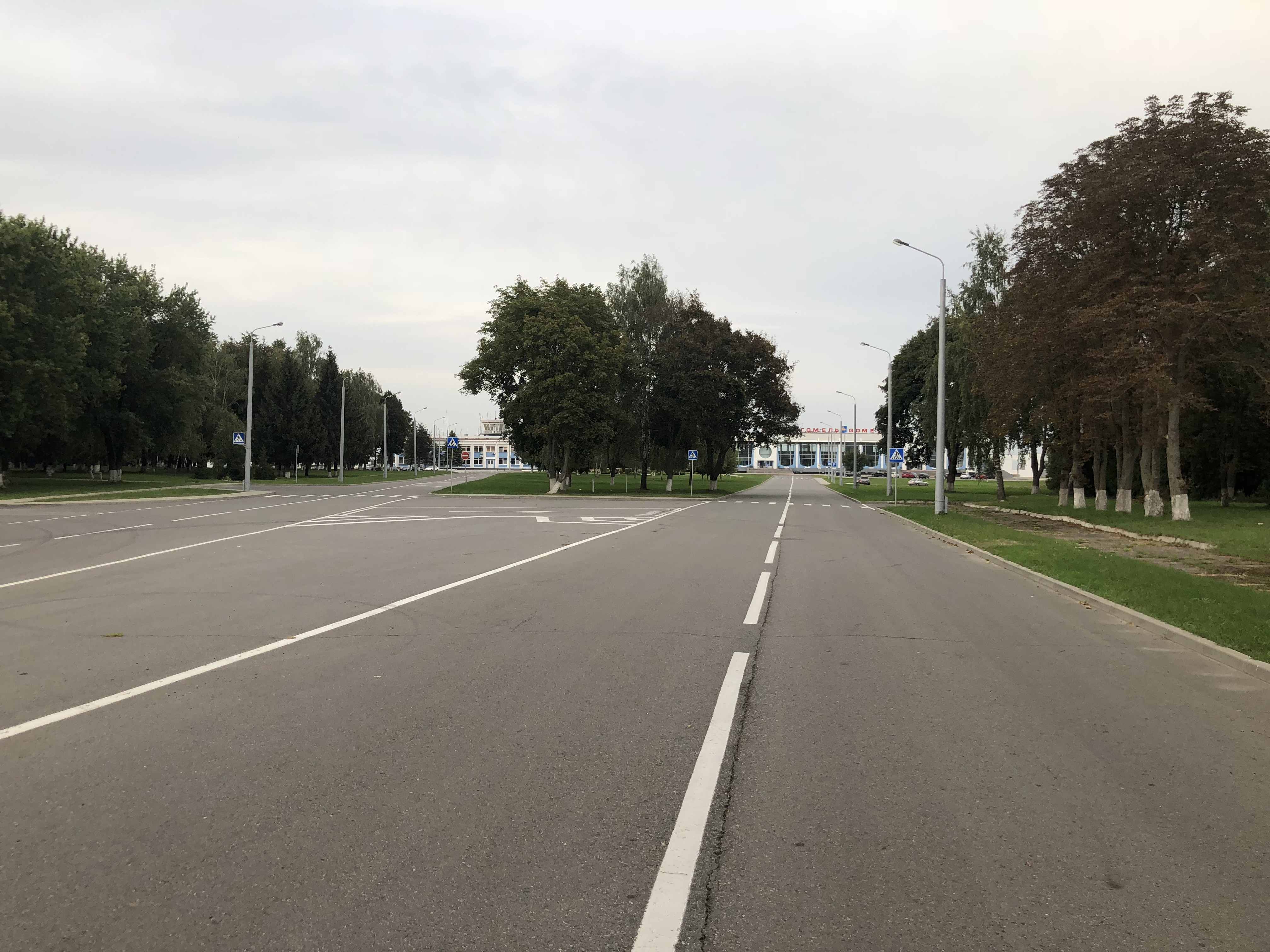
Вид на въезде шоссе, сентябрь 2018 года

Во время войны с сентября 1944 года на аэродроме базировались полки 36-й истребительной авиадивизии, выполнявшей задачи ПВО.
С середины 1950-х годов из старого аэропорта Гомеля выполнялись регулярные авиарейсы в Минск и Киев, в отдалённые райцентры области, здесь же базировалась санитарная и сельскохозяйственная авиация.
В 1968 году недалеко от Гомеля был построен новый аэропорт с бетонной взлётно-посадочной полосой, на которую первым произвёл посадку самолёт Ан-24. Впоследствии аэропорт стал принимать и более крупные самолёты. В Гомельском авиапредприятии эксплуатировались самолёты Ан-2, Ан-24, Л-410, Як-40, Ту-134 и Ту-154.
В 1985 году был построен новый пассажирский терминал аэропорта (архитектор В. Беспалов), объединённый со старым корпусом одноэтажной пристройкой.
В 1993 году аэропорт «Гомель» получил статус международного. В аэропорту работают пограничные, таможенные и санитарные службы, а также службы сервиса. Пропускная способность — до 500 пассажиров в час.
До 2011 года аэропорт вместе с одноимённой авиакомпанией входил в состав Республиканского авиационного унитарного предприятия «Аэропорт Гомельавиа», а после её ликвидации 19 апреля 2011 года включён в структуру гомельского филиала государственного предприятия «Белаэронавигация».
Разработан проект реконструкции аэропорта, включающий расширение и модернизацию (до уровня международных требований) технологических зон прилёта и вылета аэровокзала, зоны регистрации и досмотра пассажиров и багажа, таможенного оформления и пограничного контроля. Первый этап реконструкции осуществляется за счёт средств города и Департамента по авиации Министерства транспорта и коммуникаций Белоруссии.

## Авиасообщение
В 1980-е годы пассажиропоток гомельского аэропорта достигал сотен человек в день. В 1988 году было отправлено более 300 тысяч пассажиров. В 1990 году регулярные рейсы соединяли Гомель с Москвой («Шереметьево»), Ленинградом, Анапой, Воронежем, Днепропетровском, Донецком, Киевом, Краснодаром, Куйбышевом, Львовом, Мурманском, Минеральными Водами, Одессой, Ростовом-на-Дону, Саратовом, Симферополем, Смоленском, Сочи, Харьковом, Черкассами.
В разные годы отправлялись рейсы в Минск, Брест, Гродно, Могилёв, Мозырь, а также в аэропорты Крайнего Севера и Западной Сибири (Ноябрьск, Стрежевой, Полярный, Усинск) — последние существуют по сей день в виде чартерных рейсов для вахтовиков-нефтяников. Полёты заказывает дочернее предприятие «Белоруснефти».
В 1997 году трафик аэропорта начал резко падать. С 1998 по 2000 год не было выполнено ни одного регулярного пассажирского авиарейса. Начиная с весны 2001 года, базировавшаяся в Гомеле и управлявшая аэропортом государственная компания «Гомельавиа», постепенно начала развиваться, возобновились авиарейсы в Минск, а 16 апреля 2002 года маршрут следования продлили до Гродно с промежуточной посадкой в Минске. Стоимость авиабилета была ниже стоимости билета на поезд, но уже через несколько месяцев авиалиния до Гродно была закрыта из-за малой загрузки самолёта. 13 мая 2002 года вместо Гродно рейс был продлён до Калининграда. Маршрут Гомель — Минск-1 — Калининград (билеты продавались на любой из трёх сегментов, но код рейса ГОМ215 был единым) стал основным для «Гомельавиа», а в 2008 году даже стал ежедневным. Осенью 2009 года частота сократилась до трёх-четырёх раз в неделю, со второй половины 2010 года — до двух раз. Вплоть до 21 февраля 2011 года, когда компания прекратила полёты, рейс неизменно выполнялся на Ан-24.
20 июня 2002 года на летний период был открыт регулярный рейс Гомель — Сочи. В следующем сезоне маршрут не возобновлялся.
16 августа 2003 года «Гомельавиа» открыла рейс Гомель — Гродно — Калининград, отменённый спустя несколько месяцев.
С 25 ноября 2005 года по вторникам и субботам «Гомельавиа» начала полёты Гомель — Москва («Внуково»). Весной 2006 года субботний рейс отменялся в связи с низкой загрузкой. А с 15 июня маршрут был закрыт окончательно.
Летом 2006 и 2008 «Белавиа» выполняла чартерные рейсы Костанай — Гомель — Ганновер один раз в неделю на Ту-154.
26 марта 2007 года авиакомпания Air Baltic начала регулярные полёты по маршруту Гомель — Рига по понедельникам, средам и пятницам на Fokker 50. Рейс оказался востребованным (загрузка быстро достигла 57 %, а к ноябрю 2007 года — и 80 %), в декабре планировалось наращивание частоты до пяти раз в неделю. 9 января 2008 года полёты были приостановлены до ввода летнего расписания, однако после 26 марта не возобновлялись.
6 августа 2007 года авиакомпания «Полёт» вышла на линию Москва («Домодедово») — Гомель. Маршрут обслуживался турбовинтовым самолётом Saab 2000 трижды в неделю: по понедельникам, средам и пятницам, однако уже 12 сентября полёты прекратились.
В 2008 году авиакомпания Air One чартерными рейсами Гомель — Милан — Гомель перевозила детей на оздоровление в Италию. Аналогичные рейсы Гомель — Брешиа (Монтикьяри) выполняла «Белавиа».
9 июля 2009 года «Гомельавиа» вновь начала летать в Москву (одновременно открылись рейсы из Витебска), но уже осенью маршрут был закрыт.
На летний период в 2011 и 2012 годах «Белавиа» возобновляла полёты из Гомеля в Калининград, но уже без промежуточной посадки в Минске, как это ранее делала авиакомпания «Гомельавиа».
С 11 июня по 3 сентября 2014 года с частотой два раза в неделю «Белавиа» выполняла рейс Минск — Гомель — Калининград с продажей билетов на все три сегмента. Такой же рейс существовал летом 2015 и 2016 годов.
В 2014 году «Белавиа» открыла чартерные рейсы в Бургас и Салоники и с тех пор выполняет их каждое лето. Нерегулярные перевозки через Гомель активизировались осенью 2015 года после закрытия прямого авиасообщения между Россией и Украиной. В конце 2015 года ежедневный рейс из «Внуково» в Гомель намеревалась открыть авиакомпания-лоукостер «Победа», однако полёты не начались.
По итогам 2016 года через Гомель проследовало более тысячи воздушных судов.
Летом 2018 года авиакомпанией S7 выполнялся регулярный рейс в Москву («Домодедово»).
С конца октября 2023 года выполняются регулярные рейсы между Гомелем и аэропортом «Внуково».

## Принимаемые типыВС
Ан-124-Руслан, Ан-2, Ан-12, Ан-24, Ан-26, Ан-28, Ан-30, Ан-32, Ан-72, Ан-74, Ил-62, Ил-76, Ил-86, Ил-96, Л-410, Ту-134, Ту-154, Ту-204/214, Як-40, Як-42, Sukhoi Superjet 100, SAAB-2000, ATR-42, ATR-72, Bombardier CRJ100/200, Bombardier CRJ700/900/1000, Bombardier CSeries, Embraer ERJ (все модификации), Embraer E-Jet (все модификации), Airbus A319/A320/A321, McDonnell Douglas MD (все модификации 80-90), Boeing 737 (все модификации 300—900), Boeing 757, Boeing 767—300/300ER, Boeing 777 и другие типы воздушных судов 3-4 класса, вертолёты всех типов.
Классификационное число ВПП (PCN) 54/F/D/X/T.

## Авиакомпании и направления
Белавиа — Чартерные рейсы в Анталию, Шарм-эш-Шейх. 27 сентября 2023 года авиакомпания объявила об открытии регулярных рейсов в Москву (Внуково). С 22 марта 2024 года — рейсы в Санкт-Петербург.

## Транспортное сообщение
Ближайшие к аэропорту маршруты и остановки гомельского общественного транспорта:
- автобусы № 3, 3а, 28, 39 и 64, а также троллейбусы № 26 (от остановки «Переезд» — 3,5 км);
- автобусы № 25в, 43б (от остановки «Ратон» — 4,3 км);
- автобусы № 19 (от остановки «Администрация СЭЗ „Гомель-Ратон“» — 5,4 км);
- автобусы № 5, 5а и 25а (от остановки Предприятие «Каштан» — 4 км)
- троллейбусы № 1, 9, 10, 12 и 20 (от остановки «Салео-Гомель» — 6 км);
- маршрутное такси № 25 (от остановки Предприятие «Каштан» — 4 км);
- маршрутное такси № 3 (от остановки «Переезд» — 3,5 км);
- автобус № 59 Вокзал — Аэропорт.